# طوطی کوتوله کلاه‌زرد
طوطی کوتوله کلاه‌زرد (نام علمی: Micropsitta keiensis)، گونه‌ای طوطی از خانواده طوطیان راستین است که عمدتاً در سراسر غرب گینه نو یافت می‌شود. زیستگاه‌های طبیعی آن جنگل‌های جلگه‌ای نمناک نیمه‌گرمسیری یا گرمسیری، جنگل‌های حرا نیمه‌گرمسیری یا گرمسیری و جنگل‌های کوهستانی نمناک نیمه‌گرمسیری یا گرمسیری است. این طوطی کوتوله مانند بسیاری از طوطی‌ها نسبت به جفت خود مهربان است. اکنون مشخص نیست که آیا آنها مانند بسیاری از طوطی‌های بزرگ‌تر به دلیل مکان جدا شده‌شان که دسترسی به آن دشوار است، تا آخر عمر تک‌همسر می‌مانند یا خیر.

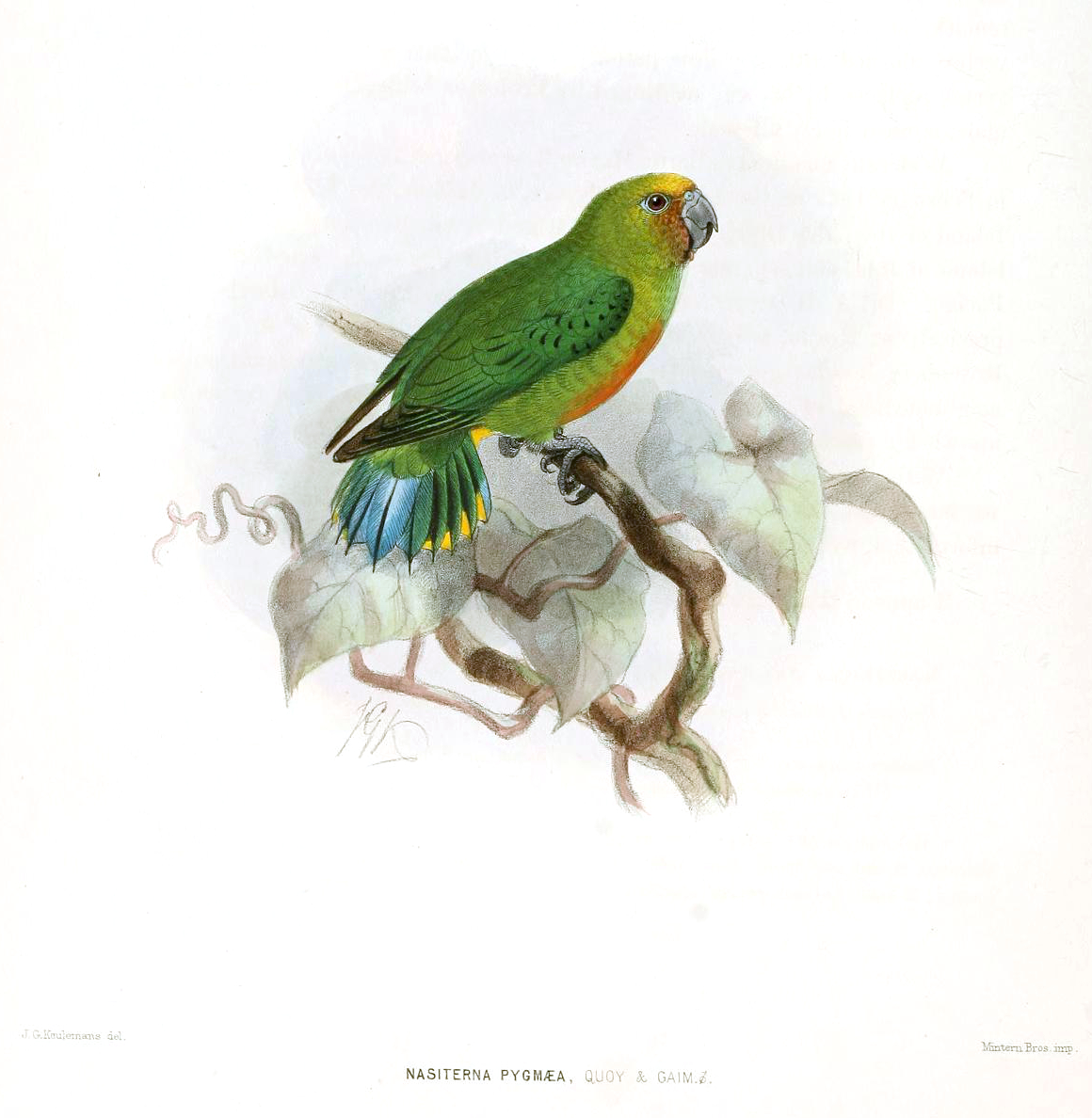
نگارهٔ نر توسط Keulemans